# Fresnes (Côte-d'Or)
Fresnes is een gemeente in het Franse departement Côte-d'Or (regio Bourgogne-Franche-Comté) en telt 175 inwoners (2005). De plaats maakt deel uit van het arrondissement Montbard.

## Geografie
De oppervlakte van Fresnes bedraagt 13,0 km², de bevolkingsdichtheid is 13,5 inwoners per km².
De onderstaande kaart toont de ligging van Fresnes (Côte-d'Or) met de belangrijkste infrastructuur en aangrenzende gemeenten.

## Demografie
Onderstaande figuur toont het verloop van het inwonertal (bron: INSEE-tellingen).